# The Fly (1958)
The Fly is een Amerikaanse horrorfilm uit 1958 onder regie van Kurt Neumann. De film is gebaseerd op het gelijknamige verhaal uit 1957 van de Amerikaanse auteur George Langelaan.

## Verhaal
Een wetenschapper heeft een apparaat uitgevonden dat voorwerpen van de ene plaats naar de andere kan transporteren. Na enkele tests probeert hij het apparaat uit op zichzelf. Helaas reist een vlieg met hem mee. Wanneer hij weer tevoorschijn komt, zijn de beide levensvormen gemuteerd.

## Rolverdeling
| Acteur           | Personage         |
| ---------------- | ----------------- |
| David Hedison    | André Delambre    |
| Patricia Owens   | Hélène Delambre   |
| Vincent Price    | François Delambre |
| Herbert Marshall | Inspecteur Charas |
| Kathleen Freeman | Emma              |